# Германия на «Евровидении-2007»
Выступление Германии на конкурсе песни Евровидение 2007, которое прошло в столице Финляндии в городе Хельсинки, стало 51-м конкурсом на Евровидении для Германии. Страну представлял Роже Цицеро с песней Frauen regier’n die Welt (Женщины правят миром).Германии самое большое количество баллов (7) давали  Швейцария и  Австрия.

## Национальный отбор
Финал отбора прошел 8 марта.
| Место | Исполнитель        | Песня                    | Перевод              |
| ----- | ------------------ | ------------------------ | -------------------- |
| 1     | Roger Cicero       | Frauen regier’n die Welt | Женщины правят миром |
| 2     | Monrose            | Even Heaven Cries        | Даже рай плачет      |
| 3     | Heinz Rudolf Kunze | Die Welt ist Pop         | Мир — это поп        |

### Исполнитель
Участь Роже Цицеро, родившегося 6 июля 1970 года, была предопределена с рождения. Юджин Цицеро, его отец, был известным джазовым пианистом 70-х в Европе. Его мать была танцовщицей в опере, но не смогла продолжить свою карьеру из-за сломанного пальца ноги. Артисты были постоянными гостями в их доме.